# Senitsa
Senitsa är en agropolis i Belarus. Den ligger i voblasten Minsks voblast, i den centrala delen av landet, 8 km söder om huvudstaden Minsk. Senitsa ligger 209 meter över havet och antalet invånare är 5 000.

## Natur
Terrängen runt Senitsa är platt. Trakten är tätbefolkad. Närmaste större samhälle är Mіnsk, 7,9 km norr om Senitsa.